# Eryngium integrifolium
Eryngium integrifolium là một loài thực vật có hoa trong họ Hoa tán. Loài này được Walter mô tả khoa học đầu tiên năm 1788.

## Hình ảnh

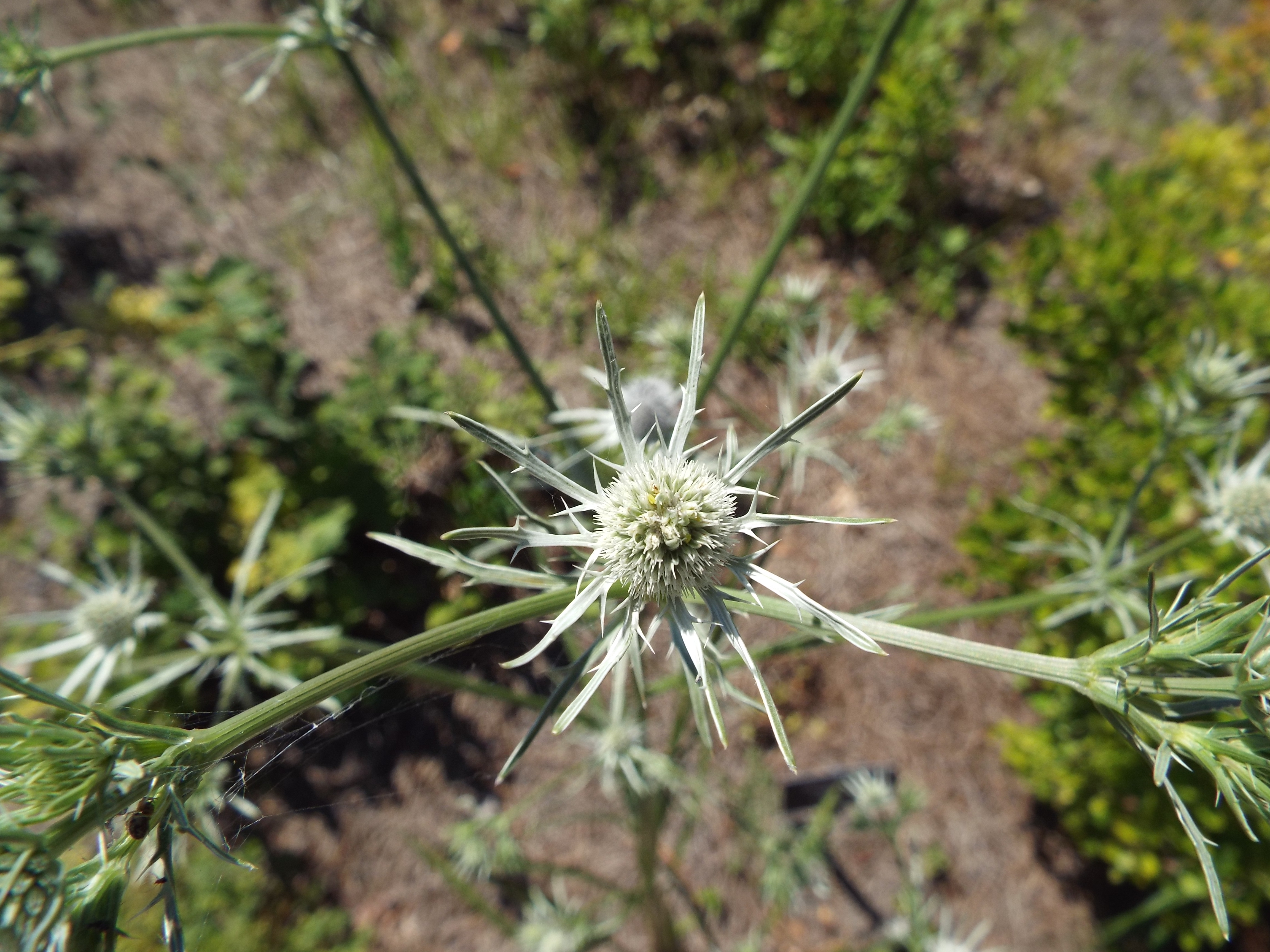